# Conservatori de Milà
El Conservatori de Milà (Conservatorio di musica “Giuseppe Verdi” di Milano) és una Conservatori de música de Milà.

## Història
El conservatori va ser creat per un decret reial de 1807 a Milà, capital del Regne napoleònic d'Itàlia. Va obrir l'any següent al costat del claustre barroc de l'església de Santa Maria della Passione. Hi va haver inicialment 18 hostes, incloent estudiants d'ambdós sexes. Avui és l'institut més gran d'educació musical d'Itàlia.

## Alumnes
En la seva història de 200 anys, el conservatori ha educat alguns dels més grans músics i directors d'Itàlia, incloent Riccardo Storti, Fausto Romitelli, Oscar Bianchi, Luca Francesconi, Stefano Gervasoni, Marco Stroppa, Giacomo Puccini, Alfredo Piatti, Arrigo Boito, Giovanni Bottesini, Alfredo Catalani, Riccardo Chailly, Amelita Galli-Curci, Vittorio Giannini, Bruno Maderna, Pietro Mascagni, Gian Carlo Menotti, Francisco Mignone, Riccardo Muti, Kurken Alemshah, Italo Montemezzi, Feliciano Strepponi, Alceo Galliera, Arturo Benedetti Michelangeli, Giuseppe Andaloro, Mario Nascimbene, Maurizio Pollini, Ludovico Einaudi, Antonino Fogliani, Vittorio Parisi, Riccardo Sinigaglia, i Claudio Abbado. Altres estudiants notables inclouen el compositor Margrit Zimmermann i el cantant Florin Cezar Ouatu. Entre els mestres que hi han passat són coneguts els professors de cant Francesco Lamperti i el seu fill Giovanni Battista Lamperti. Entre els professors eminents que hi han ensenyat hi trobem Giorgio Battistelli, Franco Donatoni, Lorenzo Ferrero, Riccardo Muti, Enrico Polo, Amilcare Ponchielli i Salvatore Quasimodo.

## Institut
El Liceo Musicale del conservatori per a estudiants d'institut va obrir el 1971. El 1981 va començar una col·laboració experimental amb el Ministeri d'Educació.